# Sadiq Daba
Sadiq Abubakar Daba, conocido simplemente como Sadiq Daba, (c. 1952-Lagos, 3 de marzo de 2021)  fue un actor y locutor nigeriano. En 2015, ganó el Premio de la Academia Africana de Cine al Mejor Actor por su actuación en la película October 1.

## Biografía
Daba completó diversos títulos superiores en muchas instituciones, incluida la Universidad Ahmadu Bello en Zaria.
Su carrera como actor saltó a la fama a fines de la década de 1970, protagonizando Cockcrow at Dawn.
En 2018, obtuvo el título de "Garkuwan Nollywood" (del idioma hausa, significa "Escudo de Nollywood").

## Diagnóstico y muerte
Daba anunció su diagnóstico de leucemia y cáncer de próstata en 2017 y recibió apoyo por medio de la recaudación de fondos de actores nigerianos como Josephine Obiajulu Odumakin, Mabel Oboh. El 3 de febrero de 2018, se unió al Proyecto Pink Blue en la caminata contra el cáncer para conmemorar el Día Mundial contra el Cáncer. Murió el 3 de marzo de 2021 en el hospital Ayinke General en Ikeja, Lagos.